# Scontri di Martakert del 2008

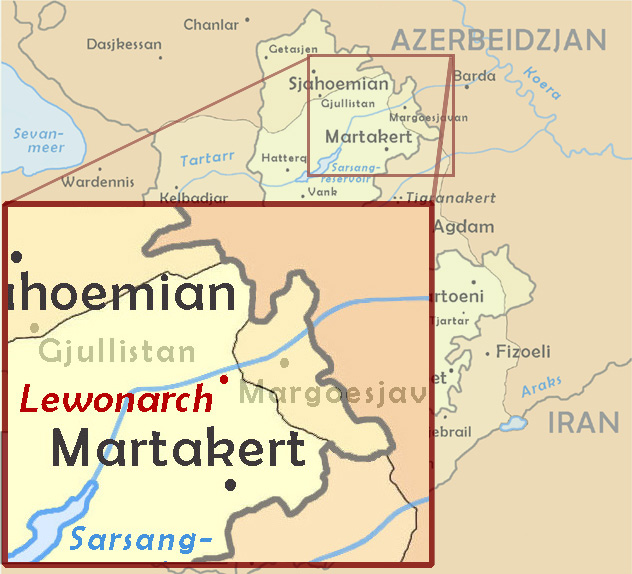
La zona degli scontri

Gli scontri di Martakert del 2008 furono i gravi incidenti avvenuti a partire dal 4 marzo 2008 nei pressi dell'abitato di Levonarkh nella regione di Martakert lungo la linea di demarcazione tra Nagorno Karabakh ed Azerbaigian.

## Antefatto
Il villaggio di Levonarkh si trova quasi a ridosso della linea di demarcazione tra le due parti ed è stato frequentemente teatro di violazioni del regime di cessate il fuoco dopo la fine della prima guerra del Nagorno Karabakh.
Gli incidenti avvengono mentre in Armenia si registrano gravi disordini di piazza dopo le contestate elezioni presidenziali del primo marzo, circa tre settimane dopo la Dichiarazione di indipendenza del Kosovo   ed a pochi giorni dal voto di una risoluzione ONU dedicata alla questione dei territori contesi tra armeni ed azeri.

## Versioni dei fatti
Secondo la parte armena forze azere hanno attaccato violentemente le posizioni armene facendo anche uso di artiglieria pesante. Il tentativo di incursione, motivato dal desiderio di saggiare la tenuta delle linee di difesa armene in un momento di crisi politica interna, avrebbe provocato la morte di otto soldati azeri e il ferimento di altri sette mentre la difesa armena avrebbe avuto solo due feriti. 
Secondo la parte azera gli armeni avrebbero provocato gli scontri per distogliere l'opinione pubblica dalla grave situazione interna. Il bilancio sarebbe stato di otto soldati azeri uccisi a fronte di dodici armeni uccisi e quattro feriti.